# Pölstal
Pölstal est une commune depuis 2015 dans le district de Murtal en Styrie, en Autriche.
La municipalité, créée dans le cadre de la réforme structurelle des municipalités de Styrie à la fin de 2014, est issue de la fusion des communes d'Oberzeiring, Bretstein, Sankt Johann am Tauern et Sankt Oswald-Möderbrugg.